# جيكوب فاتو
جيكوب فاتو هو مصارع أمريكي محترف في منظمة مايجور ليغ ريسلينغ سابقا و دابليو دابليو اي حاليا، وبطل العالم للوزن الثقيل. هو عضو سابقا في عائلة أنواي الشهيرة و الأن عضو في عائلة بلودين

## مهنة المصارعة المحترفة

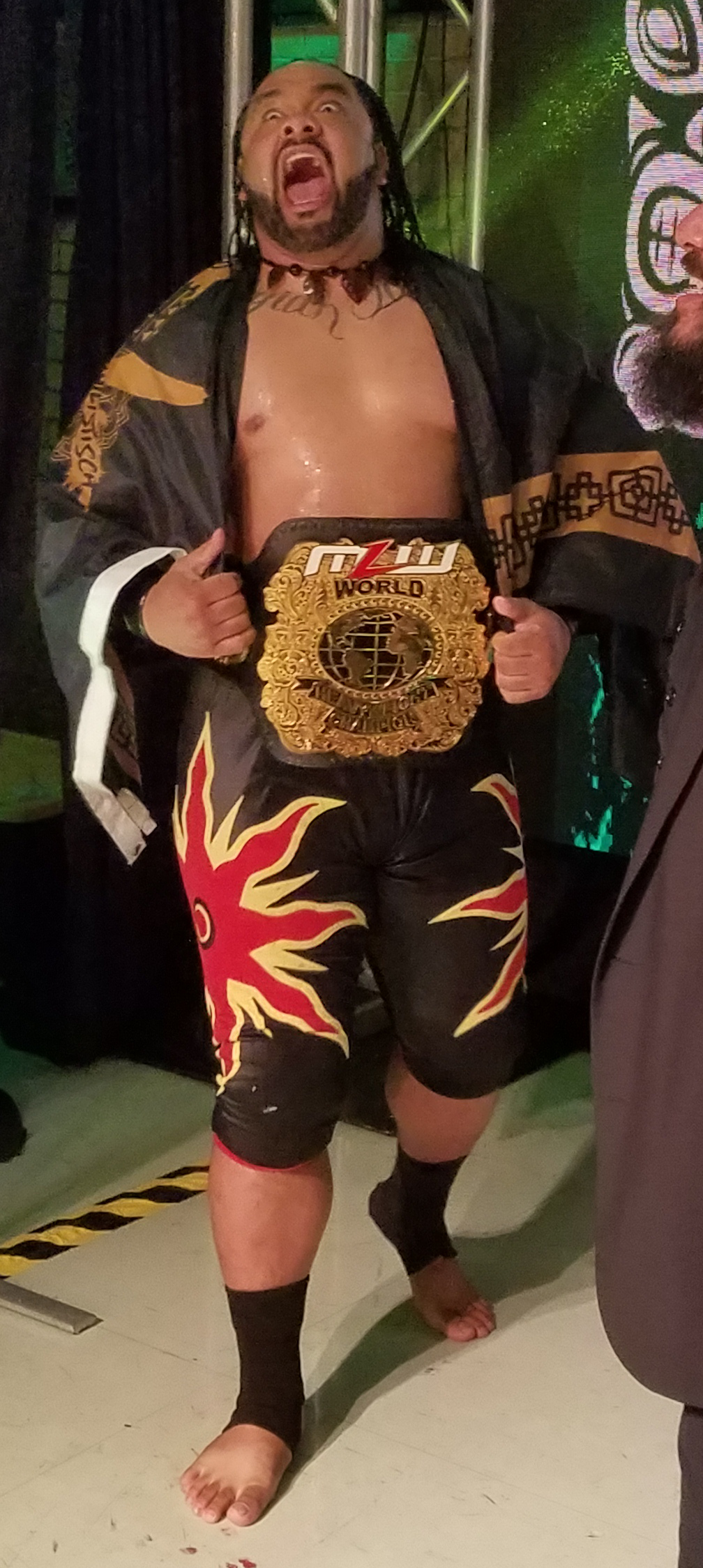
جاكوب فاتو مع لقب MLW العالمي للوزن الثقيل يدخل الحلبة قبل دفاعه ضد LA Park في Saturday Night SuperFight 2019 في 2 نوفمبر 2019 في ملعب سيسرو في سيسرو، إلينوي

### المسيرة المبكرة
تم تدريب جيكوب فاتو على يد عمه ريكيشي. والده هو سام فاتو، الذي شارك في وورلد ريسلينغ فيدرايشن (دبليو دبليو إف) تحت الأسماء تاما وذا تونغا كيد وعمه هو أوماجا وأبناء عمه هم ذا أوسو.
ظهر لأول مرة في عام 2012 في مباراة فاز بها مع قريبه بلاك بيرل. لقد أمضى معظم عام 2013 حتى عام 2015 يصارع بولاية كاليفورنيا في المنظمات المستقلة، وكثيرًا ما كان يصارع مجزء من فريق مكون من أفراد عائلة أنواي. في عام 2018، سافر لأول مرة إلى المكسيك لمنظمة ذا كراش حيث لعب مباراة ثلاثية خسرها أمام أوكتاغون وبلو ديمون الابن.

### مايجور ليغ ريسلينغ (2019 حتى الآن)
في عام 2019، وقع مع منظمة مايجور ليغ ريسلينغ وانضم إلى أقربائه سامو وابن سامو، لانس أنواي في الشركة. ظهر فاتو لأول مرة في المنظمة في حدث سوبرفايت في فبراير، إلى جانب شريكه في فريق بطاقة تبادل الأدوار جوزيف سمايل في مباراة غير متلفزة. بعد ذلك، ظهر ثنائي فاتو وجوزيف لأول مرة في التليفزيون في حدث إنتيمديشان غيمز في 2 مارس حين هاجم بطل بطولة الوزن الثقيل العالمية إم إل دبليو توم لولور بعد مباراة قفص ضد لو كي وكوَّن بالتالي مجموعة مكروهة تدعى وحدة كونترا (بالإنجليزية: Contra Unit) مع سايمون غوتش. في الأسبوع التالي، هاجمت وحدة كونترا إيس روميرو خلال مباراته مع غوتش. بعد أشهر من الخلاف مع لولور، فاز فاتو ببطولة الوزن الثقيل العالمية حين هزم لولور في حدث ملوك الكولوسيوم في 6 يوليو. كما احتفظ أيضًا باللقب ضد لولور في مباراة إعادة. بعد ذلك، تصدر فاتو أول حدث مدفوع الثمن على الإطلاق لمنظمة إم إل دبليو وهو ساترداي نايت سوبرفايت، حين دافع بنجاح عن اللقب ضد إل إيه بارك.

## الحياة الشخصية
فاتو عضو في أسرة المصارعة الأنوية. تضم العائلة مصارعين مثل ريكيشي وأوسوس. اعتبارًا من عام 2019 لدى فاتو ستة أطفال.

## البطولات والإنجازات
- آول برو ريسلينغ
  - بطولة إيه بي دبليو العالمية للوزن الثقيل (مرة واحدة)
  - بطولة إيه بي دبليو الدولية للإنترنت (مرة واحدة)
- ديفي ريسلينغ
  - بطولة ديفي للفرق الثنائية 8XGP (مرة واحدة، حاليًا) - ذا آلمايتي شيك
- مايجور ليغ ريسلينغ
  - بطولة الوزن الثقيل العالمية (مرة واحدة، حاليًا)
- بي سي دبليو ألترا
  - بطولة بي سي دبليو ألترا للفرق الثنائية[2] (مرة واحدة، حاليًا) - مع ذا آلمايتي شيك
- برو ريسلينغ إيلوستاريتد
  - المرتبة رقم 20 من أفضل 500 مصارع فردي في بي دبليو آي 500 في 2020[10]
- سوبريم برو ريسلينغ
  - بطولة الفرق الثنائية إس بي دبليو (مرة واحدة) - مع جورني فاتو[11]

## روابط خارجية
- جيكوب فاتو على موقع WrestlingData.com (الإنجليزية)
- جيكوب فاتو على موقع CageMatch worker (الإنجليزية)
- جيكوب فاتو على موقع قاعدة بيانات المصارعة على الإنترنت (الإنجليزية)
- جيكوب فاتو على موقع عالم المصارعة على الإنترنت (الإنجليزية)
- جيكوب فاتو على موقع عالم المصارعة على الإنترنت (الإنجليزية)

- أسرة ساموا